# Lyssomanes michae
Lyssomanes michae là một loài nhện trong họ Salticidae.
Loài này thuộc chi Lyssomanes. Lyssomanes michae được Paolo Marcello Brignoli miêu tả năm 1984.